# جوليا أرشيبالد هولمز
جوليا أرشيبالد هولمز (بالإنجليزية: Julia Archibald Holmes)‏ هي صحفية وسفرجات أمريكية، ولدت في 15 فبراير 1838 في نوفا سكوشا في كندا، وتوفيت في 19 يناير 1887.